# Sheesh Mahal

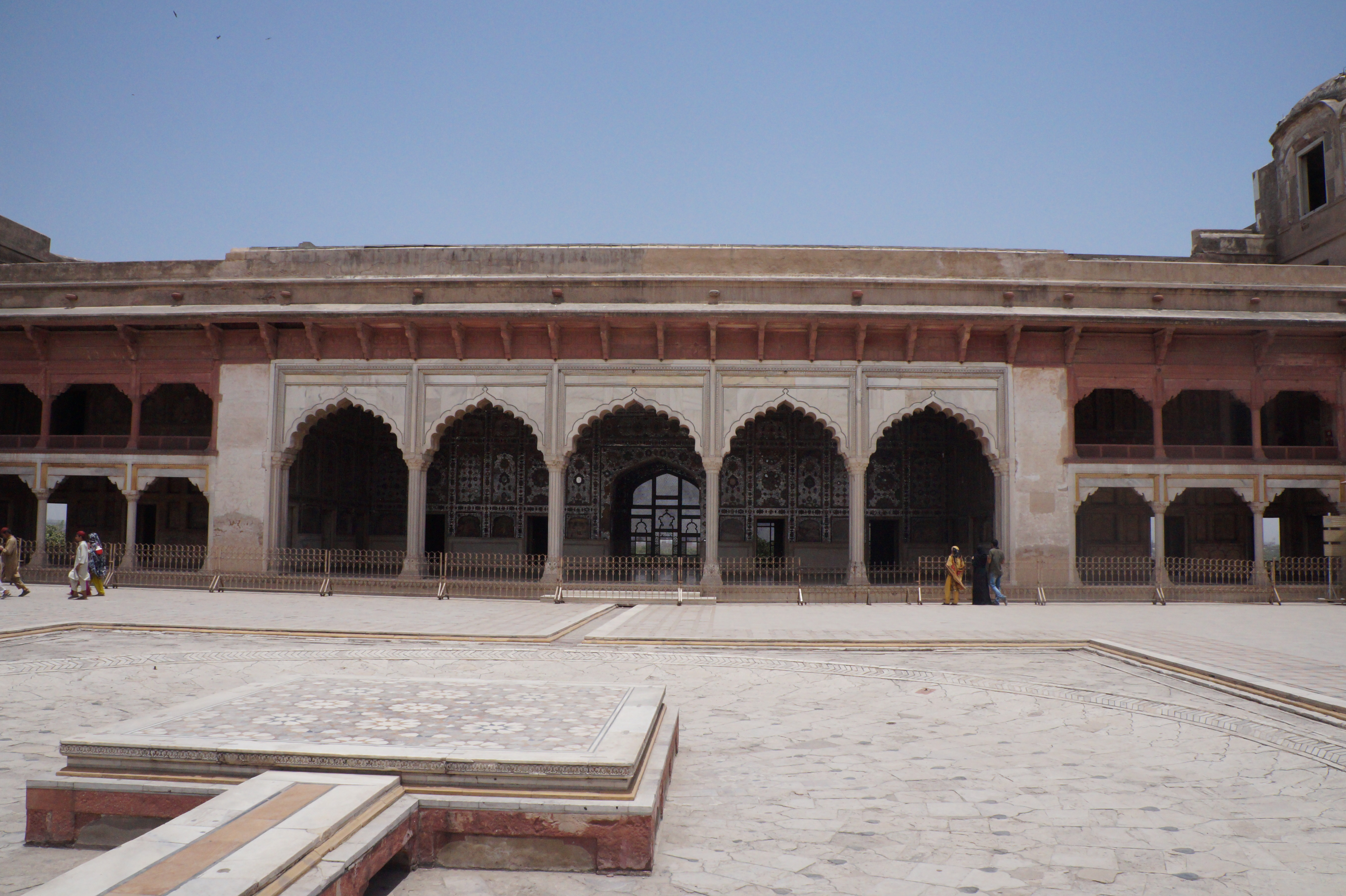
Sheesh Mahal

Das Sheesh Mahal ist Teil des Lahore Forts in der pakistanischen Stadt Lahore. Es liegt innerhalb des Shah Burj Blockes im nordwestlichen Bereich des Lahore Forts. Es wurde während der Ära von Shah Jahan, 1631 bis 1632, erbaut. Der Pavillon ist mit Mosaikstückchen und Spiegeln verziert. Das Sheesh Mahal wurde von verschiedenen Großmogulen als Privatresidenz genutzt.

## Etymologie
Die Bezeichnung Sheesh Mahal stammt aus Urdu und bedeutet Krystallpalast. Der Krystallpalast wird aber auf Grund der Ausstattung des Pavillons als Spiegelpalast oder Spiegelhalle bezeichnet. Die Ausstattung im Sheesh Mahal erzeugt außerdem einen Glanzeffekt.

## Geschichte
Der Grundstein für das Lahore Fort wurde 1566 durch Akbar den Großen gelegt. Akbar griff für dessen Erbauung auf erfahrene Handwerker zurück, die auch am Bau des Fatehpur Sikri beteiligt waren. Shahan Jahan wandelte das Fort in eine Residenz um und ließ einige Bauwerke ergänzen. Das Sheesh Mahal liegt im Shah Burj, das durch den Großmogul Jahangir erbaut wurde. Der Block wurde speziell für Meetings genutzt. Der Ausbau des Komplexes fand von 1628 bis 1634 statt. Die Architektur des Sheesh Mahal zeigt sich durch den großflächig verbauten Marmor. Das Sheesh Mahal war während der Sikhherrschaft der Lieblingsort von Ranjit Singh.

## Architektur
Das Sheesh Mahal wurde von Shah Jahan erbaut. Die Fassade besteht aus einem Torbogen, der durch Säulen, die in den Garten des Sheesh Mahal führen, gestützt. Die Zwickel sind mit Diamanten verziert. Der Pavillon hat die Form eines Halboktogons und verfügt über mehrere Appartements, dessen Dächer mit einer Turmspitze ausgestattet sind. Das Appartementinnere ist mit verschiedenen Mosaikformen dekoriert. Das Dach der Haupthalle ist zwei Etagen hoch. Die Haupthalle wurde früher mit Fresco-Gemälden dekoriert. Diese Dekoration wurde durch Mosaik in verschiedenen Formen und Farben ersetzt.

## Erhaltung
Der weitere Ausbau des Sheesh Mahal während der Ära der Briten und Sikhs führte zu einer Erhöhung der Einsturzgefahr. 1904 fiel das Dach der Veranda zusammen. Das Sheesh Mahal wurde daraufhin 1927 als gefährdet gekennzeichnet und umfassend saniert. Es kam in den 1960er zu ähnlichen Problemen, die durch Reparaturarbeiten gelöst wurde. Das Sheesh Mahal wurde 1975 gesetzlich unter Denkmalschutz gestellt und 1981 zum UNESCO-Welterbe erklärt. Das Dach des Sheesh Mhal wurde 2006 umfassend saniert.